# Anthurium polyneuron
Anthurium polyneuron är en kallaväxtart som beskrevs av Luis Aloysius, Luigi Sodiro. Anthurium polyneuron ingår i släktet Anthurium och familjen kallaväxter. Inga underarter finns listade.